# Monte Terza Grande
Le Monte Terza Grande est une montagne qui s’élève à 2 586 m d’altitude dans les Alpes carniques, en Italie.